# 廣瀬憲雄
廣瀬 憲雄（ひろせ のりお、1976年 - ）は、日本の歴史学者、愛知大学教授。東アジア古代外交史専攻。

## 略歴
岐阜県生まれ。1999年名古屋大学文学部史学科卒業。2007年同大学院文学研究科博士後期課程修了、「古代東アジア地域の外交関係と国際秩序」で博士（歴史学）。2010年名古屋大学高等研究院特任助教、2011年愛知大学文学部助教をへて、2013年准教授となる。

## 著書
- 『東アジアの国際秩序と古代日本』吉川弘文館 2011　ISBN　9784642024853　オンデマンド版　2022年　ISBN　9784642724852
- 『古代日本外交史 東部ユーラシアの視点から読み直す』講談社選書メチエ 2014
- 『古代日本と東部ユーラシアの国際関係』勉誠出版 2018

## 論文
- 廣瀬 憲雄